# スロバキア国立銀行
スロバキア国立銀行（スロバキアこくりつぎんこう、スロバキア語: Národná banka Slovenska; NBS）はスロバキアの中央銀行。2009年1月1日に同国の通貨がユーロに移行したことによって、欧州中央銀行に中央銀行としての機能を移管した。

## 沿革
スロバキア国立銀行は1993年1月1日に設立された独立機関で、その目的は物価安定を維持することである。
スロバキア国立銀行は政府から委任されて、金融政策の実施に関連して国際金融機関や国際金融市場における取引についてスロバキアを代表する。
スロバキア国立銀行の最高運営機関は理事会であり、金融政策の策定、適切な政策の実施、金融対策を司っている。理事会は大統領がその任命・罷免の権限を持つ総裁と2人の副総裁に加えて、総裁の提言を受けて政府が任命・罷免の権限を持つ8人の理事で構成される。また8人の理事のうち3人はスロバキア国立銀行の職員であってはならないと定められている。
2019年6月1日以降、スロバキア国立銀行の総裁はペテル・カジミールが務めている。

## 本店
スロバキア国立銀行の本店ビルは2003年5月23日に首都ブラチスラヴァで供用が開始された。高さ113メートル、33階建ての本店ビルはブラチスラバでも有数の超高層ビルである。また本店以外に9つの地方支店が設置され、スロバキア国内の銀行の監督にあたっている。